# HD187474
HD187474 — хімічно пекулярна зоря спектрального класу A0, що має видиму зоряну величину в смузі V приблизно  5,3.
Вона  розташована на відстані близько 339,0 світлових років від Сонця.

## Пекулярний хімічний склад
Зоряна атмосфера HD187474 має підвищений вміст 
Eu
.

## Магнітне поле
Спектр даної зорі вказує на наявність магнітного поля у її зоряній атмосфері.
Напруженість повздовжної компоненти поля оціненої з аналізу
крил ліній Бальмера
становить 1488,0± 143,9 Гаус.